# 베네딕
베네딕(Wenedyk) 또는 베네다어는 네덜란드인 얀 판 스텐베르헨에 의해 개발된 인공어이다. 베네딕은 대체 역사 세계의 배경으로 제작된 예술어인데, 완벽한 허구가 아니라 실제 역사에 바탕을 둔 대체 역사를 토대로 한 사고실험의 결과물이라는 점이 특색이다. 일 베티사드 대체 역사에서 베네딕은 "슬라브-로망스어군"에 속한 언어로 역사상 존재했던 폴란드-리투아니아 연방에 바탕을 둔 가상국가 <두 왕관 공화국>이라는 가상국가의 공용어 중 하나로 설정되어 있는데, 창작자는 이 언어의 창작을 통해 "현대의 폴란드인이 된 슬라브 부족들이 슬라브어 대신 라틴어를 쓰기 시작했으면 어떤 로망스어가 탄생했을까"라는 가정을 토대로 이 언어를 만들어냈다. 베네딕은 브리터니그, Breathanach및 비슷한 목적의 다른 인공어와 함께 대체 역사 설정으로서의 인공어 장르중 하나이다.
베네딕은 창작자의 폴란드어 및 슬라브어, 로망스어 지식의 발전에 따라 2005년에 큰 개정을 겪었다.
베네딕은 폴란드에서 일정한 정도의 주목과 관심을 끌었으며, 몇몇 온라인 뉴스와 월간지 비에자 이 지체(Wiedza i Życie)등에 기사가 실리기도 하였다.

## 용례
주기도문

Potrze nostry, kwały jesz en czałór, sąciewkaty si twej numię.

Owień twej rzeń.

Foca si twa włątać, komód en czału szyk i sur cierze.

Da nów odzej nostry pań kocidzany.

I dziemieć nów nostrze dziewta, komód i nu dziemiećmy swór dziewtorzór.

I nie endycz nosz en ciętaceń, uta liwra nosz dzie mału.

Nąk twie są rzeń i pociestać i głurza, o siąprz. Amen.